# Каспийск (пункт базирования)
Каспийск — главный пункт базирования Краснознамённой Каспийской флотилии ВМФ России. Расположен в республике Дагестан в 15 километрах от Махачкалы в городе Каспийск. В данном пункте базируются части береговых войск, включая морскую пехоту. Численность гарнизона составляет около 1,5 тысяч человек В Каспийске расположены:
- десантная площадка, на которой находятся корабли и катера на воздушной подушке, исключенные из состава флота (ранее входили в состав 242-го дивизиона десантных кораблей), применяемые для тренировок морской пехоты
- базы горюче-смазочных материалов
- арсенал береговых войск
- полигон

Помимо подразделений Каспийской флотилии, в Каспийске базируются корабли и катера Береговой охраны Пограничной службы ФСБ России, а также вертолетная эскадрилья Южного военного округа.

## Состав по состоянию на 2016 год

### 847-й отдельный береговой ракетный дивизион
Численность личного состава около 200 человек. В состав дивизиона входят:
- 2 батареи берегового ракетного комплекса «Бал» (4 самоходные пусковые установки, 32 противокорабельных ракеты Х-35 в залпе)
- до 20 машин обеспечения

### 106-я бригада кораблей охраны водного района
- 250-й гвардейский дивизион надводных кораблей
- 242-й дивизион десантных кораблей

### 414-й отдельный гвардейский батальон морской пехоты в/ч 95152
Сформирован в 1999 году. В 2000 году вошел в состав 77-й гвардейской отдельной бригады морской пехоты. Выделен в 2008 году при расформировании бригады. Численность личного состава около 600 человек. Организационный состав:
- управление
- 1-я рота морской пехоты
- 2-я рота морской пехоты
- десантно-штурмовая рота
- разведывательная рота
- самоходно-артиллерийская батарея
- рота материально-технического обеспечения
- взвод связи
- гранатомётный взвод
- противотанковый взвод

На вооружении 30 единиц МТ-ЛБ, 6 единиц 2С9 «Нона-С»

### Отдельный радиотехнический центр в/ч 87111
Загоризонтная РЛС МР-900 «Подсолнух-Е».

### Аэродром Каспийск
Вертодром ЬРМЛ / XRML, ВПП 13/31 445х25 метров, бетон. Оборудован слипами для схода техники в воду.

## Реконструкция
В августе 2017 года Минобороны России принято решение о совершенствовании инфраструктуры Каспийской флотилии. В апреле 2018 года министр обороны России генерал армии Сергей Шойгу заявил, что основной базой флотилии вместо Астрахани станет Каспийск. На 2018 год ведётся строительство береговой инфраструктуры  (работы по углублению дна, возведению причального фронта) и жилья, первый этап строительства мест базирования завершится в 2019 году, окончание строительства запланировано на 2020 год. Пункт базирования будет защищён от стихийных бедствий и возможного нападения противника.